# Гротеск (Секретные материалы)
«Гротеск» (англ. «Grotesque») — 14-й эпизод 3-го сезона сериала «Секретные материалы», главные герои которого — Фокс Малдер (Дэвид Духовны) и Дана Скалли (Джиллиан Андерсон), агенты ФБР, расследующие сложно поддающиеся научному объяснению преступления, называемые «Секретными материалами». В данном эпизоде Малдер и Скалли расследуют серию убийств, обвиняемый в которых утверждает, что за ними стоит гаргулья, западноевропейское мифологическое существо, статуи которого часто используют в архитектуре для украшения зданий. Во время расследования Малдером овладевает психоз, который заставляет Скалли усомниться в его адекватности, но приводит к неожиданной разгадке дела. Эпизод принадлежит к типу «монстр недели» и никак не связан с основной «мифологией сериала», заданной в пилотной серии.
Премьера «Гротеска» состоялась 2 февраля 1996 года на телеканале FOX. В США серия получила рейтинг домохозяйств Нильсена, равный 11,6, который означает, что в день выхода серию посмотрели 18,32 миллиона человек. От критиков эпизод получил преимущественно положительные отзывы. Операторская работа была удостоена телевизионной премии «Эмми».

## Сюжет
В Университете Джорджа Вашингтона группа художников пишут картины с натурщика. Один из художников, эмигрант из Узбекистана — Джон Мостов, рисует демоническое существо. После урока натурщика в переулке атакует неизвестный. На следующее утро Мостова арестовывают агенты ФБР во главе с агентом Биллом Паттерсоном, который находит среди вещей Мостова окровавленный нож с выдвижным сменным лезвием.
Мостова, к которому на родине уже применялись принудительные меры медицинского характера, обвиняют в семи убийствах. Сам Мостов утверждает, что убийства совершил не он, а дьявол. Его заявления уже нашли косвенное подтверждение: после заключения Мостова под стражу произошло еще одно убийство со схожим почерком. Мостов рисует гаргулью, утверждая, что это существо совершает убийства. Агенты встречаются с Биллом Паттерсоном, который занимался делом Мостова три года. Ранее Паттерсон был инструктором Малдера в академии ФБР, и скептически относится к теориям последнего. Малдер и Скалли проводят обыск в студии Мостова, где в потайной комнате, в глиняных скульптурах гаргулий обнаруживают изуродованные ножом тела.
Ножевому нападению подвергается стеклодув на заводе. Напарник Паттерсона, Немхаузер, сообщает Скалли, что Паттерсон, несмотря на колкий характер, лично просил назначить Малдера на это расследование. В это время Паттерсон насмехается над Малдером в библиотеке, где тот изучает литературу о гаргульях. Скалли приходит в квартиру Малдера и видит, что та вся обклеена рисункам гаргулий. Малдер отправляется в студию Мостова, где лепит из глины скульптуру гаргульи. Уснув, агент резко просыпается, почувствовав чье-то присутствие рядом. Человек с лицом гаргульи, находившийся в двух шагах, бросается наутек. Малдер преследует его, но беглец, выпрыгнув из-за угла, наносит ему ножевое ранение лица и сбегает. Малдер отказывается объяснять Скалли, что он делал в студии Мостова, и навещает Мостова в тюрьме. Заключенный отказывается объяснить агенту, как найти существо, которое напало на Малдера. Взбешенный Малдер бьет Мостова, на что тот отвечает, что, возможно, это существо уже само нашло Малдера.
Скалли обнаруживает на последнем месте преступления лезвие ножа, выяснив, что это лезвие были выписано Малдером со склада, где хранятся улики. В кабинете Скиннера Скалли делится с начальником своими опасениями по поводу душевного состояния Малдера. Вернувшись домой, Скалли обнаруживает на автоответчике оборванное на половине сообщение от Немхаузера, в котором он просит перезвонить ему. Малдер просыпается от кошмара посреди ночи и едет в студию Мостова, где находит отрезанную руку. Скалли звонит Немхаузеру, но на звонок отвечает Малдер, нашедший телефон в студии Мостова. Сразу же после этого Малдер находит изуродованный труп Немхаузера внутри свежей глиняной скульптуры, а за спиной у агента оказывается Паттерсон, который не помнит, как он здесь оказался. Малдер понимает, что Паттерсон так стремился поймать Мостова, что сам превратился в убийцу. После короткой погони Малдеру удается ранить и арестовать Паттерсона. Спустя две недели Паттерсон тщетно кричит из одиночной тюремной камеры, что он никого не убивал, а в глубине камеры, на стене, кровью нарисована гаргулья.